# Kogal

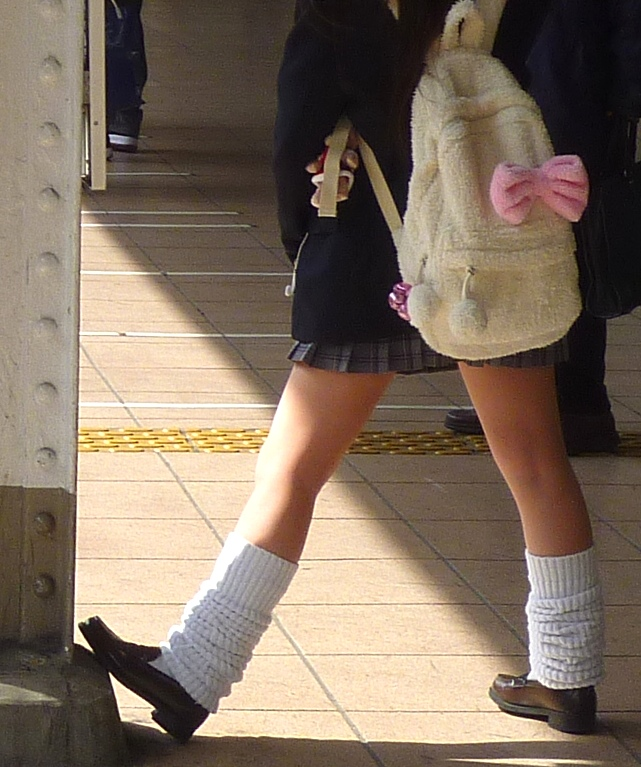
A kogal általában könnyen felismerhető a miniszoknya és a bő lábszármelegítő párosításával.

A kogal (vagy kogjaru katakanával: コギャル, Hepburn-átírással: kogyaru) jelentése középiskolás lány, a gjaru egyik alkategóriája. Főképp középiskolások irányzata.

## Etimológia
A kogal szó a kókószei gjaru, (japánul: 高校生ギャル, jelentése középiskolás lány) összevonásából ered. Eredetileg egy titkos kód volt, amit biztonsági őrök használtak a diszkókban, hogy megkülönböztessék a felnőtteket a kiskorúaktól. Azonban akik a kogal stílust képviselik gjarunak hívják magukat. A szó az angol gal szóból származik. A gjaru kifejezés egy farmerreklám által lett népszerűsítve 1972-ben. Az 1980-as években gjarunak nevezték a divatosan öltözött nőket.
Japánul a ko (子) jelentése fiatal nő, tehát a kogjaru jelentheti azt is, hogy fiatal lány. Azonban a vakai gjaru (若いギャル) kifejezést lenne a logikusabb használni, mivel a vakai (若い) japánul a fiatalt jelent.

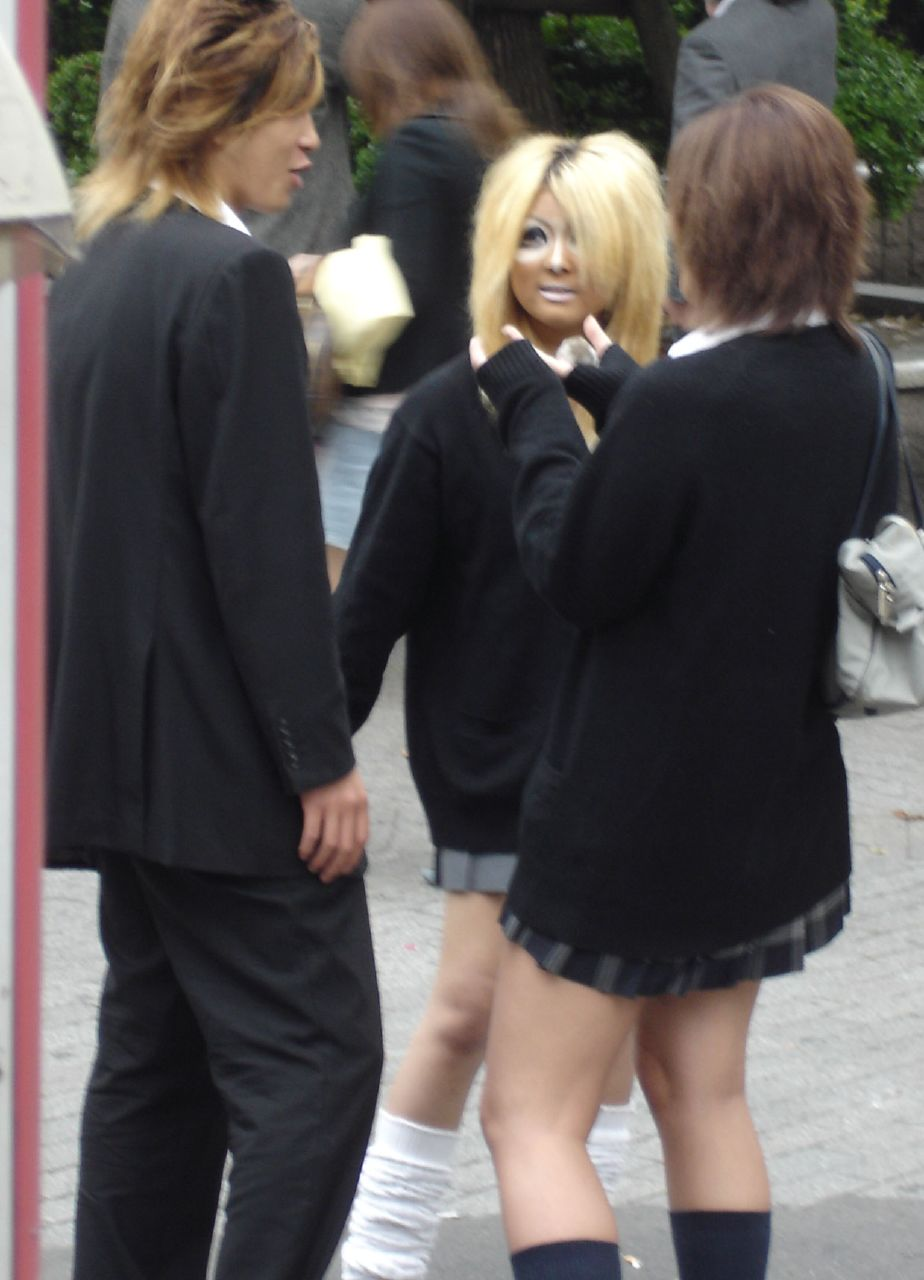
Egy kogal és egy jamanba stílusú fiatal.

## Jellemzői
A kogal elmaradhatatlan kelléke a japán egyenruha, a laza lábszármelegítő vagy térdzokni, és a nyakkendő. A stílus képviselői gyakran festik a hajukat szőkére, de a barna különböző árnyalatai sem ritkák. Szeretik a sminkeket, a kiegészítőket és a platform cipőket. Szeretik a drága ruhákat, főleg a Burberry és a Louis Vuitton márkákat kedvelik. A mobiltelefonjukat állandóan használják, gyakran készítenek csoportképeket és egy felmérés szerint hetente legalább egyszer veszik igénybe a népszerű telefonfülkéket.
Shibujában és Haradzsukuban lehet találni a legtöbb kogal stílusú lányt, kedvenc helyük a Shibuya 109, ami egy népszerű pláza.
A kogal lányok a legtöbb szabadidejüket vásárlással töltik, legtöbbször a szüleiktől kapott zsebpénzből, ezért gyakran nevezik őket „parazitának”, szemben állva a tradicionális szorgalommal és kötelességelvvel. Az 1990-es évek közepére a stílus képviselőit kapcsolatba hozták az amatőr prostitúcióval, az endzso-kószai (japánul 援助交際) jelenséggel, miszerint férfiakkal háltak, hogy ékszerekre, ruhákra költsék az ebből befolyó pénzt.
Egy hozzászólás szerint: „A laza zoknikkal és mobiltelefonnal díszített egyenruhát már a promiszkuitás, a könnyűvérűség, a kapzsiság, és az ostobaság öltözékeként tekintik.”
Mások szerint a kogal jelenség nem a divatról és a lányokról szól, inkább egy médiafogásként tekinthető, hogy népszerűsítsék az iskolai egyenruhát és vádolják azokat, akik kényszerből hordják.
„Bárcsak máskor lennék középiskolás. Most, hogy a kogal már ilyen nagy jelenség Japánban, senki sem lát annak, aki valójában vagyok. Olyan kogalként tekintenek rám, akiket a televízióban látnak.” nyilatkozta egy diák."
A túlzott materializmus vádja ellen pedig ezek a lányok inkább hamis termékeket vásárolnak potom áron az eredeti méregdrága márkákhoz képest. Haradzsukuban találkozhatóak az ilyen jellegű piacok.
Míg a kritikusok szerint a gjarut képviselő fiatalok felszínesek és anyagiasak, a rajongók inkább jószívű, egészséges, energikus fiatal nőknek tekintik őket."

## Történelem
1994-ben a popénekes Amuro Nami népszerűsítette az irányzatot, ami 1990-ben érte el a csúcspontot.
A legolvasottabb divatmagazin, a Popteen havonta jelenik meg 1980 óta. Japánban a divat az 1980-as, és az 1990-es évek elejére már az aranyos és lányos megjelenést hangsúlyozza ki, viszont a gjarut inkább szexinek tartották. A legnépszerűbb gjaru magazinokat, mint a Popteen, a Street Jam és a Happie, olyan emberek szerkesztették, akik előzőleg pornográf tartalmú lapokat adtak ki.

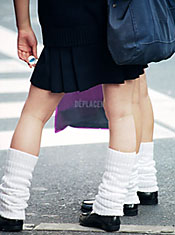
Kogalok

Az 1980-as években a kogalok gyakran kimaradtak a magániskolákból, majd megrövidítve szoknyájukat egyfajta lázadást indítottak el. Hogy igazolják és megvédjék függetlenségüket úgy néztek ki és viselkedtek, mint az idősebbek. Ekkor kezdett stílusjegyükké válni a bő zokni és a mobiltelefon. Japánban akár amatőrök is kialakíthattak különböző stílusokat, ehhez csak Haradzsukuban és Sibujában kellett lézengeniük, hogy fotósok különböző divatlapoktól lefényképezhessék őket.
1993-ban egy televízióadás mutatta be a kogalt és 1994-ben biztosított egy modellt is a stílus népszerűsítésére, Amuro Nami személyében. 1995-ben alapították meg az Egg magazint az irányzatnak.
A kogal stílus 1998-ban érte el a csúcsot, majd a gangurok vették át a helyüket, akik 1999-ben jelentek meg. Jellemző rájuk az erős smink és az extrém barna bőr. Szándékos csúfságukat feltételezhetően a perverz emberek és az endzsó-kószai után epekedő férfiak elijesztésére fejlesztették ki. A ganguro újabb, extrém alfaja alakult ki a jamamba. Az egyre extrémebb kinézeteknek köszönhetően egyre kevesebb embert vonzott magához a gal stílus, habár még mindig vannak olyanok, akik próbálják szexibbé tenni egyenruhájukat, a kogalok már nincsenek a média és a divat középpontjában.
A gal stílus újra felbukkant, ám a barnított bőr helyett a világosabb, fehérebb színek jöttek divatba. Egy nagyon jó példa erre az Onee Gal, aki Hollywoodból figyeli a legújabb trendeket. Azok a nők, akik emellett a stílus mellett döntenek gyakran az előző gal generációba tartoztak, ám az onee gal sokkal nőiesebb és elegánsabb. Az onee galok sokkal komolyabban veszik az életüket, a tanulást és a munkát helyezik előtérbe. Egyik legnépszerűbb énekes Sifow, ennek a stílus vezető egyénisége.
A hime gjaru (hercegnő gal) 2007-ben tűnt fel először. Az ezt a stílust képviselő lányok úgy akarnak élni, mint a hercegnők. Általában rózsaszín vagy pasztell ruhát hordanak, göndör hajjal. Népszerű márkák ehhez a divatághoz a Liz Lisa és a Jesus Diamante.

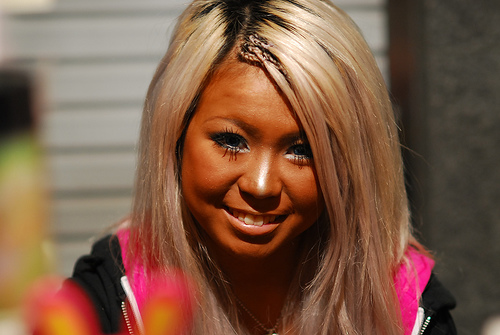
Gal

## Szleng
Az irányzatnak jellegzetes nyelvezete van, amit kogjaru-gonak (katakanával (コギャル語) hívnak.
A gal lányok barátjukat ikemennek (イケ面, "menő srác") hívják, akik általában "nagyon aranyosak" (超かわいい, csó-kavai).
A shoppingolás gjaru-jatte (ギャルやって) és a ruhákat (ギャル服, gjaru fuku) gjaru boltban veszik meg (ギャル系ショップ, gjaru-kei shoppu).
Gal szavakat gyakran japán és az angol kifejezések összevonásával hoznak létre.
Előfordul, hogy egy -ingu ragot (az angol -ing ragból) raknak az igék végére, például gettingu (ゲッティング). Továbbá latin betűs rövidítések is gyakoriak, mint MM esetében (madzsi de mukatsuku, jelentése: nagyon undorító). MK5 jelentése "közel/közeli dolog", szó szerinti fordítása: 5 másodpercre a ballisztikus állapottól (japánul: マジでキレる５秒前, madzsi de kireru go bjoumae).
Használhatnak -ra ragot is, aminek a jelentése "úgy, mint", például Amura, mint az énekes Amuro Nami.

## Előfordulása a médiában
- Kogaru stílusú lányok tűnnek fel a Kill Bill első részében.
- A Ribon mangában.
- BBC dokumentum sorozatában, a Japanoramában a kogalok, gangurok és a jamamba jelenségét mutatják be. (Harmadik évad hatodik részében).
- A Gal Circle japán drámában folyamatosan feltűnnek a kogal lányok.
- Uszamaru Furuja mangájában is előfordul, a Short Cuts-ban.
- Sgt. Frogban Angol Mois kogalnak álcázza magát.
- Crescendo visual novel változatában, Otova Juka kinézete kogal irányzaton alapul.
- hide posztumusz befejezett Co Gal című dalának címe is erre utal.

## Fordítás
- Ez a szócikk részben vagy egészben  a   Kogal című angol Wikipédia-szócikk ezen változatának fordításán alapul.  Az eredeti cikk szerkesztőit annak laptörténete sorolja fel. Ez a jelzés csupán a megfogalmazás eredetét és a szerzői jogokat jelzi, nem szolgál a cikkben szereplő információk forrásmegjelöléseként.